# Gorgeous Smiling Hotels
Die Gorgeous Smiling Hotels GmbH (GSH) ist ein deutsches Unternehmen mit Sitz in München und ist ein Multi-Brand-Operator. Sie wurde im Jahr 2011 von Heiko Grote (CEO) gegründet.

## Allgemeines
Aktuell (Februar 2023) betreibt GSH 40 eigene Hotels und 20 Franchise-Betriebe in Deutschland, Österreich und der Schweiz. In den nächsten fünf Jahren soll es auf insgesamt 75 Betriebe wachsen. Franchise-Partner sind globale Akteure wie InterContinental Hotels Group, Hilton oder Wyndham.
Im Dezember 2022 legte H2i Assetmanagement GmbH den sogenannten „Hospitality Transformation Fund I“ (HTF) mit einer Laufzeit von mindestens sieben Jahren und einem Zielvolumen von 500 Millionen Euro auf. GSH übernimmt den Betrieb aller akquirierten Hotels und agiert als Manager der Hotel-Betriebsgesellschaft.
Auf der Internationale Tourismus-Börse Berlin 2023 verkündete die Geschäftsführung, dass die Eigenmarken Rilano Hotels & Resorts, Arthotel ANA und ANA Living by Arthotel ANA zusammengeführt und unter dem neuen Namen „elaya hotels“ laufen werden.

## Unternehmen
Gorgeous Smiling Hotels GmbH betreibt die Eigenmarken:
- Arthotel ANA – 15 Design-Mittelklassehotels
- ANA Living by Arthotel ANA – 2 Serviced-Apartment-Hotels
- Rilano Hotels & Resorts – 7 gehobene Hotels
- elaya hotels – 12 Hotels (von Design-Mittelklasse- bis gehobene Hotels)
- Weitere Marken

Franchise-Marken, die von GSH betrieben werden:
- Super 8 by Wyndham Hotels
- Holiday Inn Hotels
- Holiday Inn Express Hotels
- Hampton by Hilton Hotel
- voco Hotel

## Geschäftsführung
Heiko Grote (CEO) gründete Gorgeous Smiling Hotels GmbH im Jahr 2011. 2022 wurde die Geschäftsführung um Marco El Manchi (CFO) und Edwin Jebbink (COO) erweitert.

## GSH Academy
Die GSH Academy ist eine betriebsinterne Online-Lernplattform, die 2021 gegründet wurde.